# 에브리바디 고 홈
에브리바디 고 홈(Tutti a casa, Everybody Go Home!)은 이탈리아에서 제작된 루이지 코멘치니 감독의 1960년 드라마, 코미디 영화이다. 알베르토 소르디 등이 주연으로 출연하였다.

## 출연

### 주연
- 알베르토 소르디
- 세르주 레지아니

### 조연
- 칼라 그라비나
- 마틴 발삼
- 니노 카스텔누오보